# Nevretenčarji
|  |  |
|  |  |

Nevretenčarji (latinsko Invertebrata) je v zoologiji skupen izraz za živali, ki nimajo vretenčaste hrbtenice. Skupina obsega okrog 97% vseh živalskih vrst, tj. vse živali razen vretenčarjev - rib, plazilcev, dvoživk, ptic in sesalcev.
Linnejeva Systema Naturae to skupino živali deli le v dve skupini: insekte in verme (»črve«, kar je zastarel izraz za vse ne-členonožce).

## Nevretenčarske skupine
Med nevretenčarje uvrščamo med drugim naslednja debla:
- Arthropoda (členonožci)
- Nematoda (gliste)
- Mollusca (mehkužci)
- Annelida (kolobarniki)
- Nemertea (nitkarji)
- Platyhelminthes (ploski črvi)
- Rotifera (kotačniki)
- Acoelomorpha
- Ctenophora (rebrače)
- Cnidaria (ožigalkarji)
- Porifera (spužve)
- Echinodermata (iglokožci)

Poleg tega med nevretenčarje sodita še dve poddebli strunarjev - plaščarji (Tunicata) in brezglavci (Cephalochordata), ki imata hrbtno struno, a ta še ni oblikovana v pravo hrbtenico. Ker sodijo vretenčarji med strunarje, so nevretenčarji nenaravna (parafiletska) skupina, v sodobni filogenetski taksonomiji neveljavna.